# 数字艺术

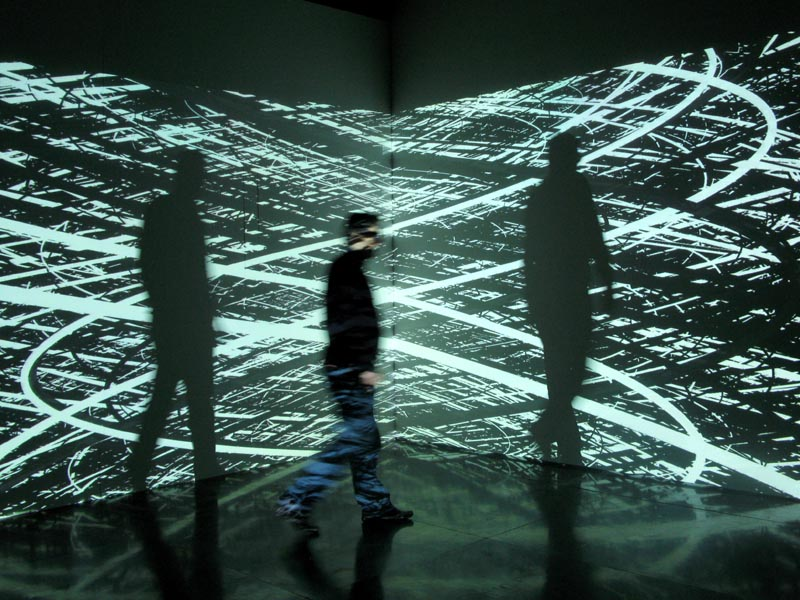
《无理几何》（Irrational Geometrics），帕斯卡尔·多比斯2008年创作的数字艺术装置

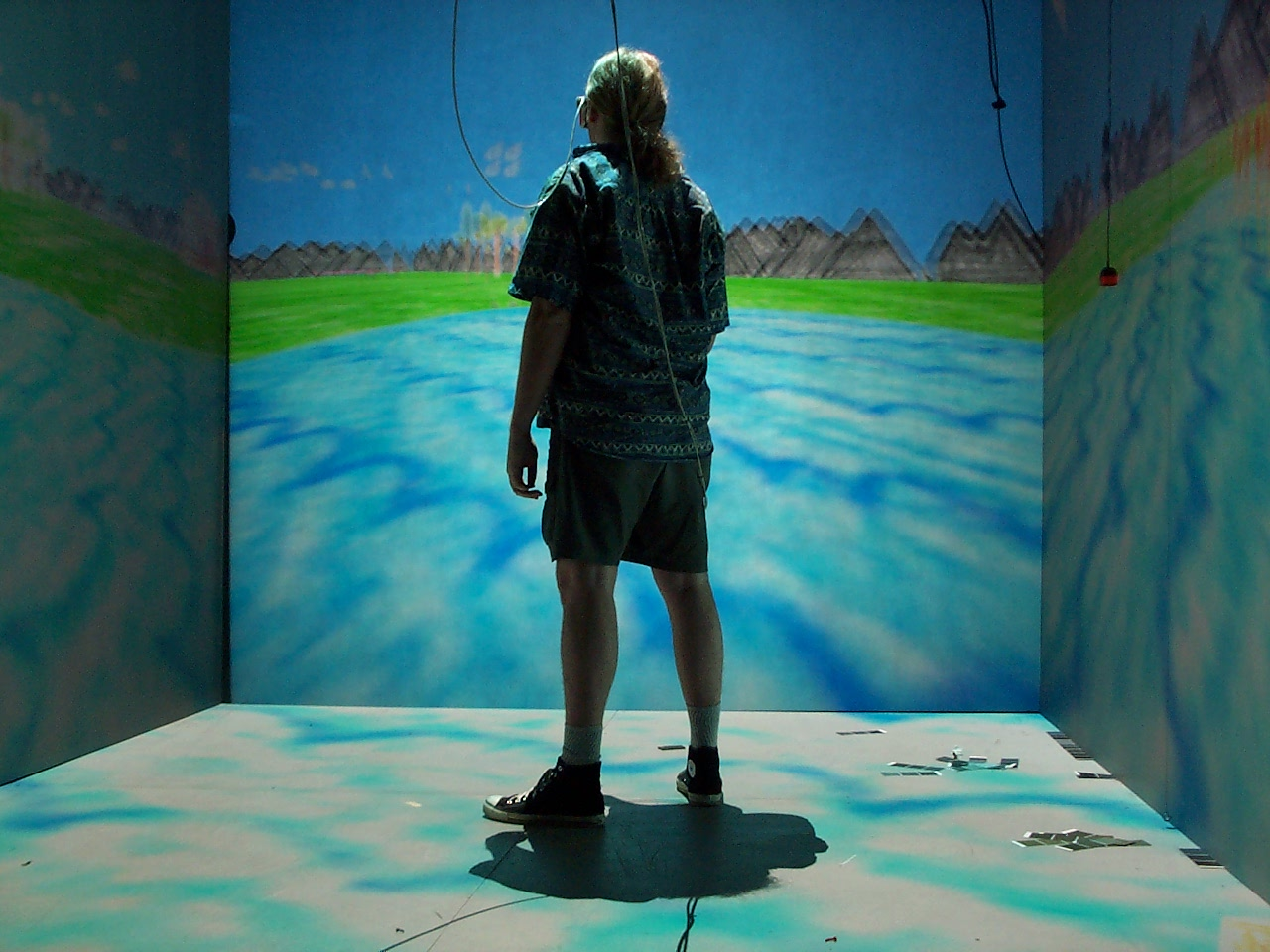
伊利诺伊大学厄巴纳-尚佩恩分校的洞穴式自动虚拟环境

数字艺术指使用数字技术创作或呈现的艺术作品或实践。
自20世纪60年代以来，多个名称来被用于描述数字艺术，包括计算机艺术、多媒体艺术、电子艺术和新媒体艺术。

## 历史
在20世纪60年代初，约翰·惠特尼利用数学运算进行艺术创作，首次发展出了计算机生成的艺术。1963年，伊万·萨瑟兰发明了第一个用户交互式的计算机图形界面，即Sketchpad。在1974年至1977年间，萨尔瓦多·达利创作了两幅大型画作：《距离二十米外看，眺望地中海的嘎娜变成了亚伯拉罕·林肯肖像（向罗斯科致敬）》（Gala Contemplating the Mediterranean Sea which at a distance of 20 meters is transformed into the portrait of Abraham Lincoln (Homage to Rothko)），以及基于利昂·哈蒙使用计算机处理后的亚伯拉罕·林肯肖像创作的《达利眼中的林肯》（Lincoln in Dalivision）。这种技术类似于后来的相片马赛克。
1985年7月，安迪·沃霍尔在纽约林肯中心的Amiga计算机发布会上，使用Amiga创作数字艺术。他用摄像机拍摄了一张黛比·哈利的单色图像，将其数字化地输入到图形程序ProPaint中，并通过填充颜色来为图像添加色彩。

## 使用数字工具的艺术
数字艺术可以完全由计算机生成（例如分型艺术和算法艺术），也可采用其他素材，例如扫描的图像、用鼠标或数位板在矢量绘图软件上绘制的图像。虽然从技术上讲，数字艺术可以指称使用其他媒介或工艺完成的、仅仅是经过了扫描的艺术作品，但通常是指通过计算过程（如计算机程序、微控制器或任何能够解释输入以创建输出的电子系统）进行了非平凡修改的艺术作品；数字化的文本数据、原始录音和录像本身通常不被认为是数字艺术，但可被视为大型计算机艺术和信息艺术项目的构成部分。有些作品，虽然采取的是类似非数字绘画方式创作，但使用了计算机平台并用数字方式输出所产生的如同绘制在画布上的图像，也被看作是数字绘画。
数字技术对艺术的利弊众说纷纭，但数字艺术界似乎普遍认为它“极大地扩展了创作领域”，即专业和非专业艺术家们都因数字技术而获得了更多的创作机会。